# Радијан
У математици и физици, радијан је мерна јединица угла. То је СИ изведена јединица за угао. Дефинисана је као угао код центра круга затворен луком кружнице који је једнак у дужини полупречнику круга. Мере угла у радијанима су често дате без икакве експлицитне јединице. Када се да јединица, користи се скраћеница rad, а понекад симбол c (за циркуларни).

## Дефиниција
Један радијан се дефинише као угао формиран од центра круга који пресеца лук једнаке дужине полупречнику круга. Уопштеније, магнитуда тог угла у радијанима једнака је односу дужине лука и полупречника круга; то јест, θ = s/r, где је θ угао у радијанима, s је дужина лука, а r је полупречник. Супротно томе, дужина пресеченог лука једнака је полупречнику помноженом са величином угла у радијанима; односно s = rθ.
Као однос две дужине, радијан је чист број. У СИ, радијан је дефинисан као да има вредност 1. Као последица тога, у математичком писању, симбол „rad“ се скоро увек изоставља. Када се квантификује угао у одсуству било ког симбола, претпостављају се радијани, а када се мисли на степене, користи се знак степена °.
Из тога следи да је величина у радијанима једног потпуног обртаја (360 степени) дужина целог обима подељена полупречником, или 2πr / r, или 2π. Тако је 2π радијана једнако 360 степени, што значи да је један радијан једнак 180/π ≈ 57,295779513082320876 степени.
Релација 2π rad = 360° се може извести коришћењем формуле за дужину лука, {\displaystyle \ell _{\text{arc}}=2\pi r\left({\tfrac {\theta }{360^{\circ }}}\right)}, и коришћењем круга полупречника 1. Пошто је радијан мера угла који спаја лук дужине једнаке полупречнику круга, следи {\displaystyle 1=2\pi \left({\tfrac {1{\text{ rad}}}{360^{\circ }}}\right)}. Ово се даље може поједноставити на {\displaystyle 1={\tfrac {2\pi {\text{ rad}}}{360^{\circ }}}}. Множење обе стране са 360° даје 360° = 2π rad.

## Историја
Концепт радијанске мере, за разлику од степена угла, обично се приписује Роџеру Котсу 1714. године. Он је описао радијан у свему осим у имену и препознао његову природност као јединицу угаоне мере. Пре него што је термин радијан постао широко распрострањен, јединица се обично звала кружна мера угла.
Идеју о мерењу углова дужином лука већ су користили други математичари. На пример, ал-Каши (око 1400) користио је такозване делове пречника као јединице, где је један део пречника био 1/60 радијана. Такође су користили сексагезималне подјединице дела пречника.
Термин радијан се први пут појавио у штампи 5. јуна 1873. у испитним питањима које је поставио Џејмс Томсон (брат лорда Келвина) на Квинс колеџу у Белфасту. Он је користио тај термин још 1871. године, док је 1869. Томас Мјур, тада са Универзитета Сент Ендруз, колебао између појмова rad, radial, и radian. Године 1874, након консултација са Џејмсом Томсоном, Мјур је усвојио радијан. Име радијан није било универзално усвојено неко време након овога. Лонгмансова школска тригонометрија је и користила назив радијанска кружна мера када је објављена 1890.

## Симбол јединице
Међународни биро за тегове и мере и Међународна организација за стандардизацију наводе rad као симбол радијана. Алтернативни симболи који су коришћени пре 100 година су  (наднасловно написано слово c, за „кружну меру“), слово r или суперскрипт R, али се ове варијанте ретко користе, јер могу бити помешане са симболом степена (°) или полупречником (r). Стога би вредност од 1,2 радијана најчешће била записана као 1,2 rad; друге ознаке укључују 1,2 r, 1,2rad, 1,2c, или 1,2R.

## Конверзије
Постоје 2π (око 6,283185) радијана у пуном кругу, па:
2π rad = 360°

1 rad = 360°/2π = 180°/π (приближно 57,29578°).
или:
{\displaystyle 360^{\circ }=2\pi {\mbox{rad}}}
{\displaystyle 1^{\circ }={\frac {2\pi }{360}}{\mbox{rad}}={\frac {\pi }{180}}{\mbox{rad}}}
У математичкој анализи, углови морају да се представе у радијанима у тригонометријским функцијама, да би идентитети и резултати били што простији и природнији. На пример, употреба радијана води до простог идентитета
{\displaystyle \lim _{h\rightarrow 0}{\frac {\sin h}{h}}=1},
који је основа за многе друге елегантне идентитете у математици, укључујући 
{\displaystyle {\frac {d\sin x}{dx}}=\cos x}.
Радијан је пре био СИ допунска јединица, али је ова категорија укинута из СИ система 1995. године.
Треба нагласити да, иако је радијан јединица за меру, све мерено у радијанима је бездимензионално. Ово може лако да се уочи у томе да је однос дужине лука и полупречника у ствари угао лука, мерен у радијанима; а ипак количник два растојања је без димензија. Величине углова су напросто бројеви—у математичком смислу—а не физичке величине мерене у односу на известан фиксан еталон. Величина угла, у радијанима, степенима или ма којој другој јединици, независна је од јединице која се користи за изражавање дужина и других физичких мерљивих величина.
За мерење просторних углова, видите стерадијан.

## Предности мерења у радијанима
У калкулусу и већини других грана математике изван практичне геометрије, углови се универзално мере у радијанима. То је зато што радијани имају математичку „природности” која доводи до елегантније формулације бројних важних резултата. Што је најважније, резултати у анализи која укључује тригонометријске функције могу се елегантно навести, када су аргументи функција изражени у радијанима. На пример, употреба радијана доводи до једноставне формуле лимита
{\displaystyle \lim _{h\rightarrow 0}{\frac {\sin h}{h}}=1,}
што је основа многих других идентитета у математици, укључујући
{\displaystyle {\frac {d}{dx}}\sin x=\cos x}
{\displaystyle {\frac {d^{2}}{dx^{2}}}\sin x=-\sin x.}
Због ових и других својстава, тригонометријске функције се појављују у решењима математичких проблема који нису очигледно повезани са геометријским значењима функција (на пример, решења диференцијалне једначине: {\displaystyle {\tfrac {d^{2}y}{dx^{2}}}=-y}, израчунавања интеграла {\displaystyle \textstyle \int {\frac {dx}{1+x^{2}}},} и тако даље). У свим таквим случајевима, нађено је да су аргументи функција најприродније написани у облику који одговара, у геометријском контексту, радијанском мерењу углова.
Тригонометријске функције такође имају једноставна и елегантна проширења серије када се користе радијани. На пример, када је x у радијанима, Тејлоров низ за sin&nbsp;x постаје:
{\displaystyle \sin x=x-{\frac {x^{3}}{3!}}+{\frac {x^{5}}{5!}}-{\frac {x^{7}}{7!}}+\cdots .}
Ако је x изражено у степенима, онда би серија садржала непрегледне факторе који укључују степене π/180: ако је x број степени, број радијана је y = πx / 180, тако да
{\displaystyle \sin x_{\mathrm {deg} }=\sin y_{\mathrm {rad} }={\frac {\pi }{180}}x-\left({\frac {\pi }{180}}\right)^{3}\ {\frac {x^{3}}{3!}}+\left({\frac {\pi }{180}}\right)^{5}\ {\frac {x^{5}}{5!}}-\left({\frac {\pi }{180}}\right)^{7}\ {\frac {x^{7}}{7!}}+\cdots .}
У сличном духу, математички важни односи између синусних и косинусних функција и експоненцијалне функције (погледајте, на пример, Ојлерову формулу) могу се елегантно изразити, када су аргументи функција у радијанима (а иначе неуредни).

## Димензионална анализа
Иако је радијан јединица мере, он је бездимензионална величина. Ово се може видети из раније дате дефиниције: угао везан за центар круга, мерен у радијанима, једнак је односу дужине затвореног лука и дужине полупречника круга. Пошто се мерне јединице поништавају, овај однос је бездимензионалан.
Иако поларне и сферне координате користе радијане за описивање координата у две и три димензије, јединица се изводи из радијусне координате, тако да је мера угла и даље бездимензионална.